# Jack Ulvensten
Bror Sigfrid "Jack" Ulvensten, född 7 februari 1911 i Fjällbacka, Bohuslän, död 11 augusti 1982 i Malmö, var en svensk målare.
Han var son till Karl August Ulvensten och Beda Charlotta Wallströmer och gift med dekoratören Elin Hansen. Ulvensten studerade vid ABC-skolan i Göteborg 1932–1933 och privata studier för Manfred Flyckt i Borås 1934 samt vid olika målarskolor i Paris 1936–1938 och ytterligare privata studier för G Rinaldi i Oran 1939. Han reste därefter till Tunis och Sidi Bel Abbès där han utbildade sig till dekoratör. Han var i drygt sju år enrollerad i Franska främlingslegionen och fick där resa omkring i de franska kolonierna och Palestina för att utföra väggdekorationer i officersmässar, teatrar, Röda korssjukhus och citadell. Separat ställde han ut i bland annat Beirut, Damaskus, Jerusalem, Strömstad, Fjällbacka och Uddevalla. Hans konst består av porträtt, figurmotiv och landskapsskildringar med motiv från bland annat öknen och krigsskådeplatser. 